# Cantón de Lescar
El cantón de Lescar era una división administrativa francesa, situada en el departamento de los Pirineos Atlánticos y la región Aquitania.

## Composición
El cantón de Lescar agrupaba 14 comunas:
- Arbus
- Artiguelouve
- Aussevielle
- Beyrie-en-Béarn
- Bougarber
- Caubios-Loos
- Denguin
- Lescar
- Lons
- Momas
- Poey-de-Lescar
- Sauvagnon
- Siros
- Uzein.

## Supresión del cantón de Lescar
En aplicación del Decreto nº 2014-248 de 25 de febrero de 2014, el cantón de Lescar fue suprimido el 22 de marzo de 2015 y sus catorce comunas pasaron a formar parte, siete del nuevo cantón de Lescar, Gave y Tierras de Pont-Long, cinco del nuevo cantón de Artix y País de Soubestre y dos del nuevo cantón de Tierras del Luys y Laderas de Vic-Bilh.